# Blenina
Blenina är ett släkte av fjärilar. Blenina ingår i familjen trågspinnare.

## Bildgalleri

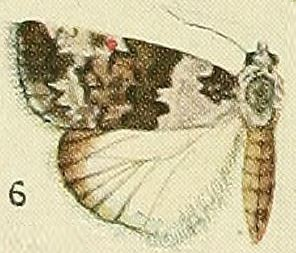
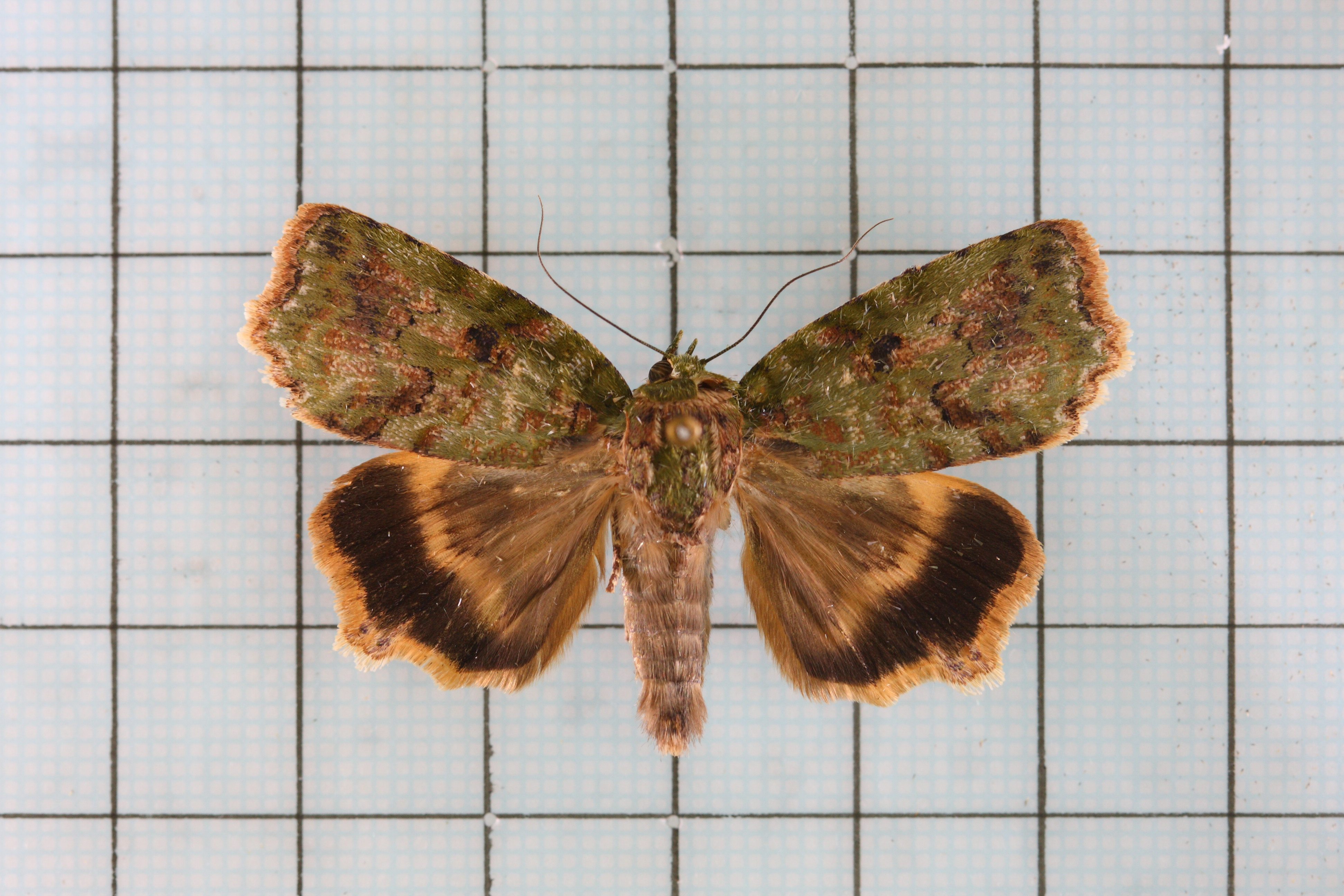
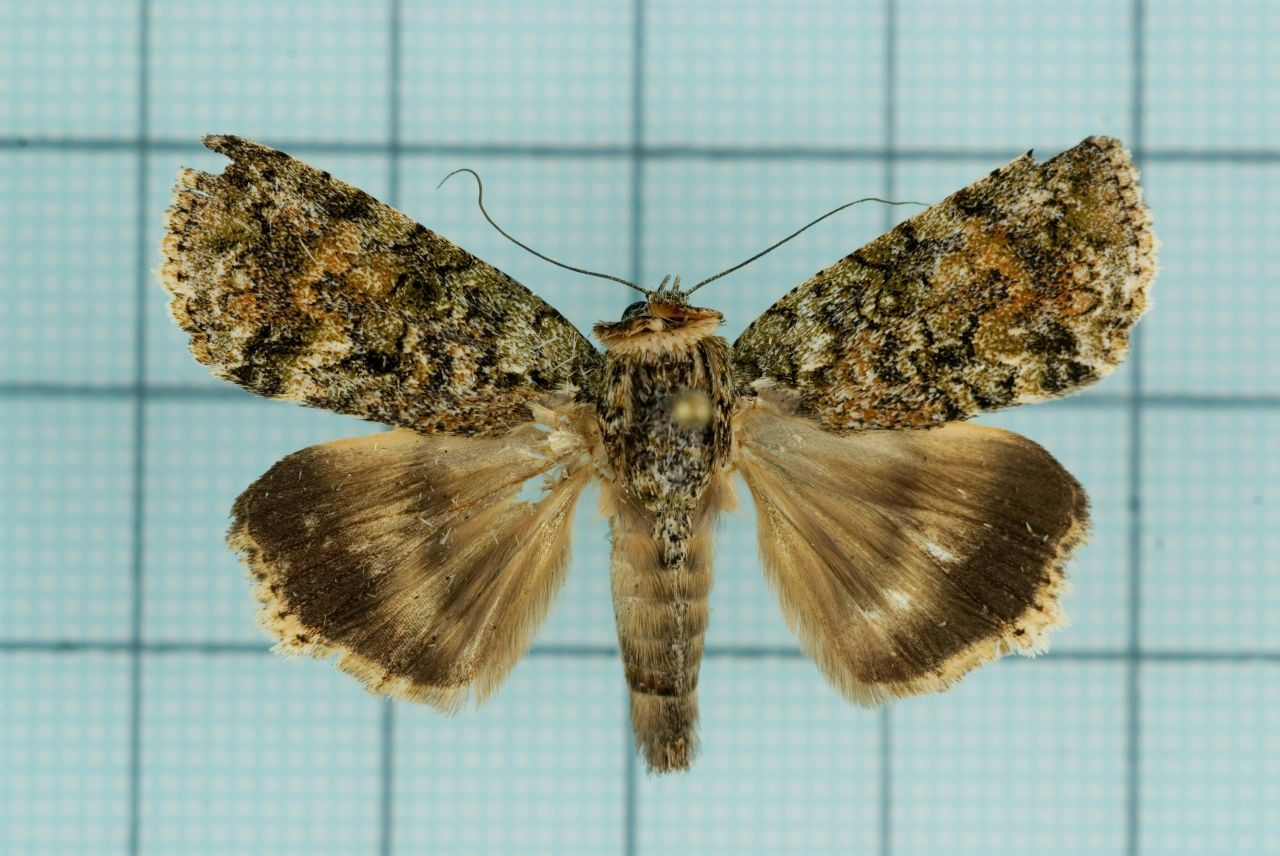
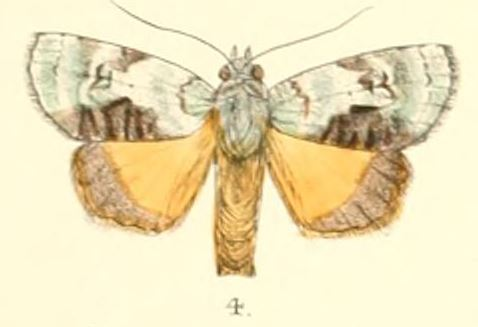
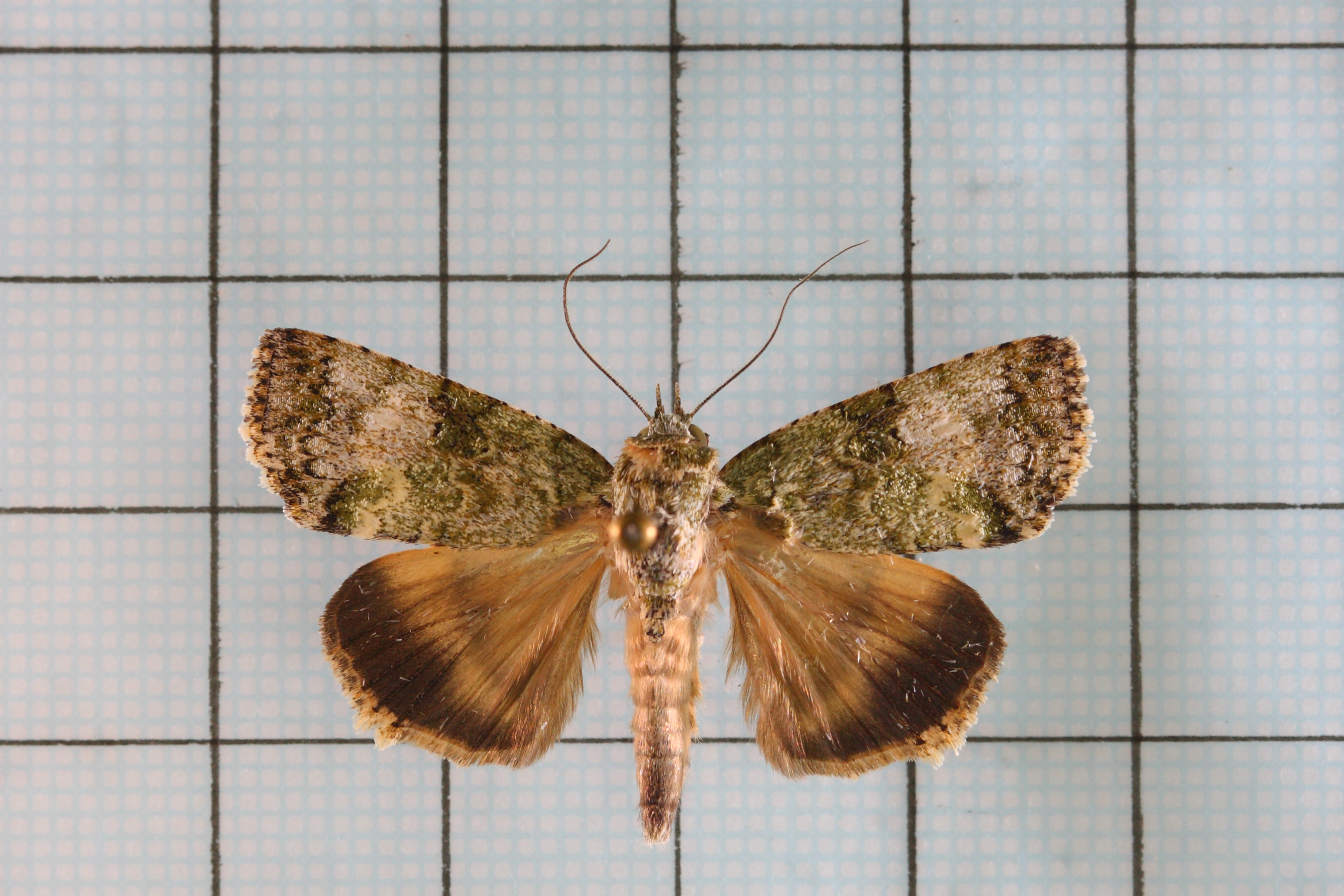

## Dottertaxa tillBlenina, i alfabetisk ordning[1]
- Blenina accipiens
- Blenina affinis
- Blenina albifascia
- Blenina angulipennis
- Blenina aperta
- Blenina astarte
- Blenina auriculata
- Blenina autumnalis
- Blenina borneonis
- Blenina brachyptera
- Blenina brevicosta
- Blenina calena
- Blenina chloromelana
- Blenina chlorophila
- Blenina chloroptila
- Blenina chrysochlora
- Blenina confusa
- Blenina diagona
- Blenina donans
- Blenina donantis
- Blenina ephesioides
- Blenina exquisita
- Blenina fasciata
- Blenina friederici
- Blenina fumosa
- Blenina fuscomixta
- Blenina grisea
- Blenina hyblaeoides
- Blenina irrorata
- Blenina laportei
- Blenina lichenopa
- Blenina lichenosa
- Blenina lichenosella
- Blenina lichenosula
- Blenina lucretia
- Blenina maculata
- Blenina malachitis
- Blenina malagasy
- Blenina megei
- Blenina metachrysa
- Blenina metanyctea
- Blenina metanycteana
- Blenina metascia
- Blenina miota
- Blenina mniois
- Blenina moluccensis
- Blenina nigrans
- Blenina nigrosignata
- Blenina obliquinaria
- Blenina obscurior
- Blenina pannosa
- Blenina puloa
- Blenina quadripuncta
- Blenina quinaria
- Blenina quinariodes
- Blenina richardi
- Blenina rufitincta
- Blenina salomonis
- Blenina samphirophora
- Blenina semipallens
- Blenina senex
- Blenina similis
- Blenina sinefascia
- Blenina singaporica
- Blenina smaragdina
- Blenina squamifera
- Blenina strigata
- Blenina subterminalis
- Blenina triphaenopsis
- Blenina umbrata
- Blenina wallengreni
- Blenina varians
- Blenina variegata
- Blenina vatu
- Blenina viridata